# Иске-Казанское сельское поселение
Иске-Казанское се́льское поселе́ние — муниципальное образование в Высокогорском районе Татарстана Российской Федерации.
Административный центр — село Куркачи.

## История
Статус и границы сельского поселения установлены Законом Республики Татарстан от 31 января 2005 года № 20-ЗРТ «Об установлении границ территорий и статусе муниципального образования „Высокогорский муниципальный район“ и муниципальных образований в его составе».

## Население
| 2010  | 2011  | 2012  | 2013  | 2014  | 2015  | 2016  |
| ----- | ----- | ----- | ----- | ----- | ----- | ----- |
| 1153  | ↗1155 | ↗1163 | ↘1158 | ↗1174 | ↘1170 | ↗1180 |
| 2017  | 2018  |       |       |       |       |       |
| ↘1158 | ↘1147 |       |       |       |       |       |

## Состав сельского поселения
| № | Населённый пункт | Тип населённого пункта       | Население |
| - | ---------------- | ---------------------------- | --------- |
| 1 | Верхняя Ия       | деревня                      |           |
| 2 | Камаево          | село                         |           |
| 3 | Кзыл-Куль        | деревня                      |           |
| 4 | Куркачи          | село, административный центр |           |
| 5 | Русский Урмат    | деревня                      |           |
| 6 | Татарская Айша   | село                         |           |
| 7 | Татарский Урмат  | деревня                      |           |